# Sofijewka (obwód orenburski)
Sofijewka (ros. Софиевка) – wieś (sieło) w Rosji, w obwodzie orenburskim, w rejonie ponomariowskim. W 2010 liczyła 1597 mieszkańców.